# Morenia
Morenia es un género de tortugas de la familia Geoemydidae. Las especies de este género se distribuyen por el sur y sudeste de Asia.

## Especies
Se reconocen las siguientes dos especies:
- Morenia ocellata (Duméril & Bibron, 1835) - Sur de China, sur de Birmania y noroeste de la península malaya.
- Morenia petersi (Anderson, 1879) - Noreste de India, Nepal y Bangladés.